# Lizzie Yu Der Ling
Lizzie Yu Der Ling (en chino tradicional, 裕德齡; pinyin, Yù Délíng; Wade-Giles, Yü Tê-ling,  conocida como «Princesa» Der Ling y como Elisabeth Antoinette White; 1881-1944) fue una princesa manchú, además de escritora.

## Biografía

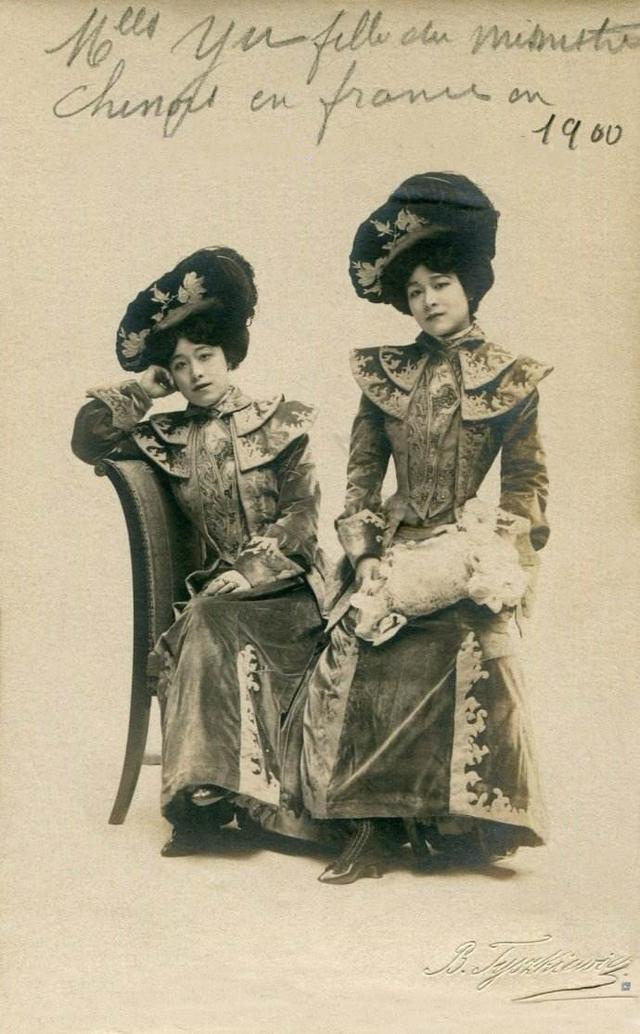
Lizzie (izquierda) y su hermana Nellie en París, 1900.

Nacida en una familia de clase alta, Der Ling fue la hija mayor de Yu Keng, diplomático de la dinastía Qing, y Louisa Pierson, hija de un oficial naval estadounidense. Al igual que sus hermanos, Charles, John y Nellie, recibió educación occidental en una escuela misionera estadounidense —entonces un procedimiento casi inaudito entre los altos funcionarios manchúes— y hablaba inglés con fluidez.
Der Ling era católica bautizada por el obispo francés Pierre-Marie-Alphonse Favier. Siendo una niña, viajó con su padre a Roma y recibió la bendición papal por mano de León XIII durante una reunión privada.
En 1899, se fue a Francia con su padre para asumir su nuevo cargo como ministro de la Tercera República francesa. Tras su regreso de Francia en 1903, se convirtió en la primera dama de compañía para la corte de la emperatriz viuda Cixí, donde trabajó hasta marzo de 1905. En 1907 se casó con el estadounidense Thaddeus Cohu White.
Relató su experiencia en la corte en sus memorias Dos años en la Ciudad Prohibida, publicada en 1911, que constituye un importante testimonio de la vida en la corte china de la época. En este libro, la emperatriz Cixi no es el monstruo de depravación representado en la prensa occidental y en los relatos de segunda y tercera mano dejados por extranjeros que habían estado en Pekín, sino una mujer envejecida que amaba las cosas bellas, tenía muchos remordimientos por hechos del pasado y cómo había lidiado con las muchas crisis de su largo reinado, y aparentemente confiaba lo suficiente en Der Ling como para compartir con ella muchos recuerdos y opiniones. Publicado justo antes de la caída de la dinastía, el libro fue un éxito de ventas.
Der Ling murió en Berkeley, California, al ser atropellada por un camión en una intersección. En ese momento se encontraba enseñando chino en la Universidad de California en Berkeley.

## Publicaciones
- Two Years in the Forbidden City (1911)
  - China — Dos años en la Ciudad Prohibida: Vida íntima de la emperatriz Tzu-Hsi (1913), traducción de José Pérez Hervás
- Old Buddha (1928), prefacio de Arthur J. Burks
- Kowtow (1929)
- Lotos Petals (1930)
- Jades and Dragons (1932)
- Golden Phoenix (1932)
- Imperial Incense (1933)
- Son of Heaven (1935)

## En la cultura popular
- La vida de las hermanas Yu en la corte imperial fue dramatizada en 2006 en la serie de televisión Princesa Der Ling, en la que Zhang Jingjing interpretó a Der Ling.